# Chen Haosu
Chen Haosu (1942, en chino: 陈昊苏) es un poeta y político chino. Fue presidente de la Asociación del Pueblo Chino para la Amistad con el Extranjero entre 2000 y 2011. También es presidente de la Asociación de Ciudades Amistosas Internacionales de China, la Asociación de Amistad China-Rusia y la Asociación China-Unión Europea.

## Biografía
Nació en mayo de 1942 en el condado de Funing, provincia de Jiangsu y es hijo del difunto mariscal y ministro de Asuntos Exteriores Chen Yi.  En 1953, después de graduarse en la escuela primaria, se mudó a Shanghái donde se inscribió en la Escuela Secundaria Modelo Nanyang. En 1954, tras el nombramiento de su padre como vice primer ministro del Consejo de Estado, la familia se trasladó a la capital, Pekín, donde se matriculó en la Escuela Secundaria Huiwen y luego en la Escuela Secundaria n.º 4 de Pekín.
En 1959, después de graduarse en la escuela secundaria, dedicó un año a estudiar en el Departamento Preparatorio de la Escuela de Lenguas Extranjeras de Pekín para prepararse para realizar estudios en la Unión Soviética. Sin embargo, debido a la ruptura de las relaciones políticas y comerciales entre China y la Unión Soviética, no pudo seguir ese camino y posteriormente se matriculó en la Universidad de Ciencia y Tecnología de China (USTC), donde se especializó en Radiofísica.
A partir de 1965, trabajó en el Segundo Instituto de Investigación del Séptimo Ministerio de Industria de Maquinaria (actualmente Ministerio de la Industria Aeroespacial) y en la Academia de Ciencias Militares del Ejército Popular de Liberación (EPL). En 1981 ascendió al cargo de secretario del Secretariado del Comité Central de la Liga de la Juventud Comunista. En 1983, se convirtió en subsecretario del Comité del Distrito de Fengtai de la Municipalidad de Pekín. Posteriormente se desempeñó como vicealcalde el año siguiente, antes de su nombramiento como viceministro de la Oficina de Cine y Televisión en 1987, y miembro del Comité Nacional de la IX Conferencia Consultiva Política del Pueblo Chino. En 1990, asumió el puesto de vicepresidente de la Asociación del Pueblo Chino para la Amistad con el Extranjero (CPAFFC) y en 2000 fue ascendido a presidente, cargo que ocupó hasta 2011.
Además de su participación política, también trabajó como investigador en la Academia de Ciencias Militares del Ejército Popular de Liberación. Actualmente se desempeña en el Comité Ejecutivo Global y como presidente de Asia-Pacífico de Ciudades y Gobiernos Locales Unidos.
También ha publicado poemas y es un conocido esperantista.

## Publicaciones
- Chen Haosu poetry. New Star Press. 2006. ISBN 9787801489647.
- Flight of the poem. Foreign Languages Press. 2008. ISBN 9787119053806.

## Condecoraciones
- Orden de la Amistad de Rusia, 1992.[13]
- Orden al Mérito de Ucrania de 3.er grado, 2010.[14]
- Orden del Sol Naciente de 2.do grado, Estrella dorada y plateada, 2012.[15]